# Vultureni, Bacău
Vultureni là một xã thuộc hạt Bacău, România. Dân số thời điểm năm 2002 là 2199 người.